# U.S. Route 4
U.S. Route 4 (ou U.S. Highway 4) é uma autoestrada dos Estados Unidos.
Faz a ligação do Oeste para o Leste. A U.S. Route 4 foi construída em 1926 e tem 256 milhas (412 km).

## Principais ligações
US 7 em Rutland City

 Interstate 91 em White River Junction

 Interstate 93 em Concord